# Martin Hašek (ur. 1995)
Martin Hašek (ur. 3 października 1995 w Libercu) – czeski piłkarz występujący na pozycji pomocnika.

## Kariera klubowa
Grę w piłkę nożną rozpoczął w 2005 roku w akademii klubu Slovan Liberec z rodzinnego Liberca. Rok później przeniósł się do Sparty Praga, gdzie przeszedł kolejno wszystkie szczeble juniorskie. W październiku 2013 roku został przeniesiony do drużyny rezerw, gdzie trenerem był jego ojciec Martin Hašek sen. 9 listopada 2013 rozegrał pierwszy mecz na poziomie seniorskim przeciwko FK Kolín (1:2) w XIV kolejce ČFL. Latem 2014 roku – po likwidacji drużyny rezerw – Hašek wraz z pięcioma innymi młodymi zawodnikami Sparty Praga został wypożyczony na 7 miesięcy do FK Pardubice, które objął jego ojciec. 2 sierpnia 2014 zadebiutował w FNL w meczu z FC Graffin Vlašim, zremisowanym 1:1. Łącznie zanotował on 15 ligowych występów i zdobył 2 bramki w spotkaniach przeciwko MFK Frýdek-Místek (1:0) oraz Viktorii Žižkov (1:1).
W lutym 2015 roku wypożyczono go na 4 miesiące do Viktorii Žižkov, dla której rozegrał w FNL 2 spotkania. W sezonie 2015/16 grał na wypożyczeniu w innym drugoligowym klubie – FC Sellier & Bellot Vlašim, gdzie zaliczył 16 występów. Od stycznia 2016 roku jego szkoleniowcem był jego ojciec Martin sen. W czerwcu 2016 roku wypożyczono go ze Sparty Praga do Bohemians Praga 1905. 7 sierpnia 2016 zadebiutował w 1. ČFL w meczu z Viktorią Pilzno (1:1), w którym strzelił gola. W sezonie 2016/17 był podstawowym zawodnikiem i rozegrał 22 spotkania, w których zdobył 2 bramki. W kwietniu 2017 roku jego klubowym trenerem został jego ojciec. W lipcu 2017 roku Hašek jun. podpisał z Bohemians umowę na 2,5 roku i rozegrał kolejne 42 ligowe mecze, w których strzelił 6 goli.
W styczniu 2019 roku Hašek został piłkarzem Sparty Praga, która skorzystała z klauzuli pierwokupu (4 mln koron) i zaoferowała mu dwuipółletni kontrakt. W marcu zarząd ukarał go grzywną w wysokości 62500 koron, ponieważ w meczu z FK Mladá Boleslav (1:2) wystąpił w butach marki Puma, podczas gdy sponsorem technicznym klubu było Nike. W rundzie jesiennej sezonu 2019/20 Hašek był jednym z kluczowych graczy zespołu. Zanotował 5 bramek i 4 asysty, ustępując w klasyfikacji kanadyjskiej Guélorowi Kandze (10+4) i Adamowi Hložkowi (3+7). W przerwie zimowej nie odebrał od klubu sprzętu do monitorowania obciążenia fizycznego, za co ukarano go grzywną 75000 koron.
W połowie grudnia 2019 roku Hašek otrzymał ofertę od Ferencvárosi TC, ale Sparta ją odrzuciła. Miesiąc później ofertę złożyło Maccabi Hajfa, które skłonne było zapłacić 25 mln koron i rozpoczęło zaawansowane negocjacje. 27 stycznia 2020 Hašek odmówił wyjazdu na zgrupowanie Sparty do Marbelli, po czym został przeniesiony do drużyny rezerw. W lutym zerwał negocjacje z Maccabi Hajfa, które zaoferowało mu niższe wynagrodzenie, niż było to pierwotnie ustalone. W marcu jednostronnie rozwiązał swoją umowę ze Spartą Praga. W wyniku tego FAČR nakazał mu zapłatę klubowi 800 tys. euro zadośćuczynienia, przy jednoczesnym nakazie zwrotu 150 tys. koron ze strony klubu. W 2022 roku Trybunał Arbitrażowy ds. Sportu w Lozannie po odwołaniu zmniejszył kwotę zadośćuczynienia do 94702 euro.
W 2020 roku Hašek negocjował z Beşiktaş JK oraz SFC Opava, jednak kluby nie zdecydowały się go zatrudnić ze względu na toczące się postępowanie ze Spartą Praga i ewentualny nakaz uregulowania jego należności. W styczniu 2021 roku został on zawodnikiem Würzburger Kickers, z którym po sezonie 2020/21 spadł z 2. Bundesligi. We wrześniu roku 2021 podpisał umowę z BB Erzurumspor (TFF 1. Lig). W sezonie 2021/22 dotarł ze swoim zespołem do play-off o awans do Süper Lig. Łącznie rozegrał w barwach tego klubu 43 ligowe spotkania i strzelił 6 bramek. W lutym 2023 roku podpisał trzymiesięczny kontrakt z Wisłą Płock prowadzona przez Pavola Staňo. 8 kwietnia zadebiutował w Ekstraklasie w wygranym 2:0 meczu z Zagłębiem Lubin. W rundzie wiosennej sezonu 2022/23 zanotował 3 występy, a jego klub spadł z ligi. 1 czerwca 2023 Hašek opuścił zespół.

## Kariera reprezentacyjna
W maju 2012 roku zaliczył 2 występy w reprezentacji Czech U-17 w dwóch meczach towarzyskich z Włochami. W 2014 październiku roku wystąpił dwukrotnie w spotkaniach towarzyskich kadry U-20 przeciwko Francji. W latach 2016–2017 grał w reprezentacji U-21 prowadzonej przez Vítězslava Lavičkę. Zaliczył w niej 6 spotkań i zdobył 2 bramki. W 2017 roku zagrał na Mistrzostwach Europy U-21 w Polsce, na których Czechy odpadły po fazie grupowej.

## Życie prywatne
Syn Martina i Martiny Hašków, bratanek Dominika Haška. Ma dwoje młodszych braci: Filipa (ur. 1997) i Mojmíra (ur. 2006).